# Clarence Johnson
Clarence Leonard "Kelly" Johnson (Ishpeming, 27 de fevereiro de 1910 — 21 de dezembro de 1990) foi um engenheiro estadunidense e responsável por muitos dos conceitos avançados da aerodinâmica do avião Lockheed SR-71 Tipo A, também conhecido por Blackbird. Além do primeiro avião de produção que excedeu a velocidade de Mach 3, ele também produziu o primeiro caça que alcançou Mach 2, o primeiro caça norte-americano a jato operacional, como também o primeiro caça a exceder 400 mph, e outras muitas contribuições para diversos outros modelos de aeronaves. Como membro da primeira equipe à liderar a Lockheed Skuk Works, Johnson trabalhou por mais de 4 décadas e é chamado de "gênio organizador". Ele liderou o projeto de mais de quarenta aeronaves, com vários deles sendo premiados com o troféu Collier Trophy, ganhando a reputação de ser um dos engenheiros de aeronaves mais talentosos e produtivos na história da aviação. Em 2003, como parte da comemoração dos cem anos do primeiro voo dos irmãos Wright, a revista Aviation Week & Space Technology colocou Johnson em 8º em uma lista das 100 pessoas "mais importantes, mais interessantes e mais influenciadoras" do primeiro século da aviação. Hall Hibbard, chefe da Lockheed, falando sobre a ascendência sueca de Johnson, uma vez comentou com Ben Rich: "Aquele maldito sueco pode mesmo ver o ar".